# Emphysomera ula
Emphysomera ula là một loài ruồi trong họ Asilidae. Emphysomera ula được Scarbrough & Marascia miêu tả năm 1999. Loài này phân bố ở miền Ấn Độ - Mã Lai.